# Reiko Nakamura
Reiko Nakamura (Japón, 17 de mayo de 1982) es una nadadora japonesa especializada en pruebas de media distancia estilo espalda, donde consiguió ser medallista olímpica en 2008 en los 200 metros.

## Carrera deportiva
En los Juegos Olímpicos de Pekín 2008 ganó la medalla de bronce en los 200 metros espalda, con un tiempo de 2:07.13 segundos que fue récord de Asia, tras la zimbabuense Kirsty Coventry (oro con 2:05.24 segundos que fue récord del mundo) y la estadounidense Margaret Hoelzer.